# Lőrinc Szapáry
Lőrinc (Laurenz) hrabě Szapáry (Lőrinc (Laurenz) Ágoston Gyula gróf (Graf) Szapáry de Szapár, Muraszombat et Széchy-Sziget; 10. července 1866 Budapešť – 13. července 1919 Perchtoldsdorf) byl uherský šlechtic a rakousko-uherský diplomat. Jako příslušník vysoce postavené rodiny Szapáryů a syn bývalého uherského ministerského předsedy dosáhl vlivného postavení v zahraniční politice, svou kariéru zakončil jako vyslanec v Chile (1912–1916).

## Životopis
Pocházel z uherské šlechtické rodiny Szapáryů, které od roku 1722 náležel titul hrabat. Narodil se jako druhorozený syn uherského ministerského předsedy Gyuly Szapáryho (1832–1905), matka Karolína (1838–1919) patřila k významné rodině Festeticsů. Studoval na Orientální akademii ve Vídni a od roku 1890 působil v diplomatických službách, vystřídal nižší posty v Káhiře, Istanbulu, Římě, Bruselu, Berlíně a Santiago de Chile, mezitím byl v roce 1898 jmenován c. k. komořím. 
Od roku 1906 byl vyslaneckým radou v Bukurešti, v roce 1908 přešel na ministerstvo zahraničí ve Vídni. V letech 1912–1916 byl rakousko-uherským vyslancem v Chile, kde zároveň plnil kompetence diplomatického zastoupení pro Peru a Bolívii. I když za první světové války zůstalo Chile neutrální, v roce 1916 byl rakousko-uherský vyslanecký úřad uzavřen a Szapáry se vrátil do Vídně. Ze zdravotních důvodů byl v září 1918 penzionován a zemřel o necelý rok později v Perchtoldsdorfu. 
Za zásluhy byl nositelem Řádu Františka Josefa (1908).